# Branko Ivanković
Branko Ivanković (né le 28 février 1954, Čakovec) est un entraîneur de football.

## Carrière

### En tant que joueur
- 1973-1985 :  NK Varaždin

### En tant d'entraîneur
- 1985-1987 :  Varteks Varazdin
- 1989-1995 : / Varteks Varazdin
- 1995-1996 :  HNK Segesta Sisak
- 1996-1997 :  HNK Rijeka
- Déc 1997-1998 :  Croatie - adjoint de Miroslav Blažević
- 1999-2000 :  Hanovre 96
- Fév 2000-Déc 2001 :  Croatie - adjoint de Mirko Jozić
- 2001-2002 :  Iran - adjoint
- 2002 :  Iran U-23
- 2002-juil. 2006 :  Iran
- nov. 2006 -jan. 2008 :  Dinamo Zagreb
- 2008-nov. 2008 :  Dinamo Zagreb
- 2010-2011 :  Shandong Luneng
- 2011-avr. 2012 :  Al Ittifaq Dammam
- 2012-avr. 2013 :  Al Wahda
- sep. 2013-oct. 2013 :  Dinamo Zagreb
- avr. 2015-2019 :  Persépolis Téhéran
- jan. 2020-jan. 2024 :  Oman
- février 2024 -juin 2025 :  Chine

## Palmarès d'entraineur
- Championnat d'Iran : 2017